# XD-Picture Card
xD-Picture Card — формат флеш-карт памяти. Представлена в июле 2002 года компаниями Olympus и Fujifilm. Используется преимущественно с их цифровыми фотоаппаратами.
Карты отличает отсутствие контроллера памяти. Выводы единственной микросхемы NAND Flash подключены непосредственно к контактам карточки.

## Устройство
Основное отличие карт xD от большинства других — отсутствие контроллера на самой карте. По этой причине карты xD имеют относительно небольшой размер и невысокие скоростные показатели.

### Типы S, M/M+ и H
Оригинальные (Тип S, Standard) карты памяти xD-Picture Card были доступны в объёме от 16 МБ до 512 МБ. Карты памяти типа M, выпущенные в феврале 2005 года, используют MLC (англ. Multi Level Cell) архитектуру, чтобы достичь теоретического максимума в 8 ГБ. Карты памяти типа M доступны в объёме от 256 МБ до 2 ГБ, однако карты памяти типа M страдают меньшей скоростью чтения-записи, чем оригинальные карты.
Карты памяти типа H, впервые выпущенные в 2005 году, предлагают более высокие скорости чтения/записи, чем карты памяти типа М (теоретически быстрее в 3 раза). С 2008 года карты памяти типа H доступны в объёме от 256 Мбайт до 2 Гбайт. Olympus сообщает, что её xD карты типа H поддерживают специальные эффекты картинок, которые можно использовать в некоторых камерах Olympus. Также карты памяти типа H требуются в последних моделях, чтобы записывать видео в разрешении 640х480 с частотой смены кадров 30 кадров/сек.
В апреле 2008 года были представлены карты типа M+, с увеличенной скоростью чтения/записи в 1.5 раза по сравнению с картами M. Сами карты доступны в объёме 1 и 2 ГБ.
Из-за изменений в архитектуре хранения информации, новые карты памяти типа M и H могут быть несовместимыми с более старыми камерами (особенно при записи видео). Новые карты памяти также несовместимы с некоторыми кардридерами.
Скорость записи обычных xD карт памяти объёмом от 64 MB до 512 MB составляет около 3 МБ/с и около 5 МБ/с — скорость чтения. Скорость записи xD карт памяти типа M составляет около 2.5 MБ/с и около 4 MБ/с — скорость чтения. Скорость записи xD карт памяти типа H составляет около 4 MБ/с и около 5 MБ/с — скорость чтения.

## Характеристики
Первые выпущенные в сентябре 2002 года карты имели ёмкость 16, 32, 64, 128 Мб. В будущем планировалось довести его до 8 Гб, однако коммерчески доступные карты xD достигают лишь объёма в 2 Гб.
- январь 2003 – выпущена на 256 Мб
- июнь 2003 – выпущена на 512 Мб
- март 2005 – TypeM – на 1 Гб
- январь 2006 – TypeH – на 512 Мб
- февраль 2006 – TypeH – на 1 Гб
- март 2006 – TypeH – на 256 Мб
- сентябрь 2006 – TypeM – на 2 Гб
- декабрь 2006 – TypeH – на 2 Гб
- весна 2008 – TypeM+ на 1 и 2 Гб[источник не указан 1084 дня]

Размеры карты xD 20 мм × 25 мм × 1.78 мм, вес — 2,8 г.
Особых преимуществ перед более широко распространёнными картами SD (Secure Digital), у них нет. Стоимость xD-карт в среднем вдвое больше стоимости SD-карт одного и того же объёма.

### Таблица тип / объём / скорость
| Тип карты | Скорость записи (МиБ/сек) | Скорость чтения (МиБ/сек) | Объём карты (Мб) | Объём карты (Мб) | Объём карты (Мб) | Объём карты (Мб) | Объём карты (Мб) | Объём карты (Мб) | Объём карты (Мб) | Объём карты (Мб) |
| Тип карты | Скорость записи (МиБ/сек) | Скорость чтения (МиБ/сек) | 16               | 32               | 64               | 128              | 256              | 512              | 1 Гб             | 2 Гб             |
| --------- | ------------------------- | ------------------------- | ---------------- | ---------------- | ---------------- | ---------------- | ---------------- | ---------------- | ---------------- | ---------------- |
| Standard  | 1.3                       | 5                         | Да               | Да               | Нет              | Нет              | Нет              | Нет              | Нет              | Нет              |
| Standard  | 3                         | 5                         | Нет              | Нет              | Да               | Да               | Да               | Да               | Нет              | Нет              |
| M         | 2.5                       | 4                         | Нет              | Нет              | Нет              | Нет              | Да               | Да               | Да               | Да               |
| H         | 4                         | 5                         | Нет              | Нет              | Нет              | Нет              | Да               | Да               | Да               | Да               |
| M+        | 3.75                      | 6                         | Нет              | Нет              | Нет              | Нет              | Нет              | Нет              | Да               | Да               |

## Совместимость
Карты памяти xD-Picture Card поддерживаются преимущественно моделями цифровых камер Olympus (в новых моделях фотоаппаратов Olympus появилась возможность использовать microSD/microSDHC через переходник типа xD) с постепенной миграцией на microSD для повышения скорости обмена данными, Fujifilm (мигрирует на карты формата SD, современные модели фотоаппаратов Fuji поддерживают оба типа карт) и других, использующих этот формат.

## Производство
Карты для Olympus и Fujifilm, выходящие под их брендами, производятся компаниями Toshiba и Samsung Electronics. Также карты этого формата выпускаются под брендами Kodak, SanDisk, Lexar и др.